# بدرالملوک بامداد

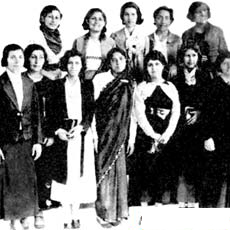
گروه نخست زنانی که وارد دانشگاه شدند. ردیف جلو از راست به چپ: شاهزاده کاوس، شمس الملوک مصاحب، بدرالملوک بامداد، سراج النساء (از هندوستان)، مهرانگیز منوچهریان، زهرا اسکندری، بتول سمیعی‌زاده.

بدرالملوک بامداد (۱۲۷۷–۱۳۶۶) روزنامه‌نگار، آموزگار، نویسنده و فعال اجتماعی ایرانی بود. او عضو انجمن کانون بانوان بود و بعدها از مؤسسان سازمان بانوان هوادار حقوق بشر و صاحب امتیاز روزنامه زن روز شد.

## زندگی و فعالیت‌ها
بدرالملوک با کمک معلمان سرخانه زبان فارسی و فرانسوی را آموخت و در حالی که برای روزنامه‌های داخل و خارج از ایران مقاله می‌نوشت در سال ۱۲۹۶ به دارالمعلمات رفت و ۸ سال بعد، در سال ۱۳۰۴ به معاونت دارالمعلمات منصوب شد و در سال‌های بعد کتاب‌های متعددی برای مدارس نوشت. او در سال ۱۳۱۴ که دختران اجازه ورود به دانشگاه یافتند وارد دانشسرای عالی شد و خود ۱۱ سال بعد رئیس دانشسرای عالی دختران گشت. در پایان جنگ جهانی دوم برای ادامه تحصیل به آمریکا رفت و از دانشگاه کلمبیا فوق لیسانس آموزش و پرورش گرفت.
در سال ۱۳۰۴ دخترش پروین بامداد (که از شاعران دوران خود شد) به دنیا آمد اما یک سال بعد همسر بدرالملوک (که سومین همسر او بود) درگذشت و او خود پروین را به تنهایی بزرگ کرد.
بامداد که از اعضای فعال کانون بانوان بود (سازمانی برای فعالیت‌های خیریه و تا حدی اجتماعی برای زنان) پس از بازگشت سازمان بانوان هوادار حقوق بشر را پی ریزی کرد. سازمان زنان طرفدار اعلامیه حقوق بشر سازمانی بود که از تغییر نام جمعیت زنان ایران به وجود آمد. جمعیت زنان در سال ۱۳۲۱ تأسیس شد. در همان زمان مشاوره راهنمای خانواده رادیو را نیز بر عهده داشت. او سپس امتیاز روزنامه زن روز را گرفت. بدرالملوک بامداد همچنین دبستانی به نام بامداد تأسیس کرد تا روش‌های نوین آموزش و پرورش را در آن اجرا کند.

## نخستین مؤسس مدرسه مختلط
بدرالملوک بامداد که نخستین تدوین‌گر کتاب‌خانه‌داری در ایران است در سال ۱۳۳۰ دبستان مختلط را بر اساس آموخته‌هایش راه‌اندازی کرد. این نخستین مدرسه مختلط بود که به همت وی در ایران تأسیس شد.

## درگذشت
سرانجام بدرالملوک بامداد سال ۱۳۶۶ در سن ۸۹ سالگی درگذشت.